# David Langford

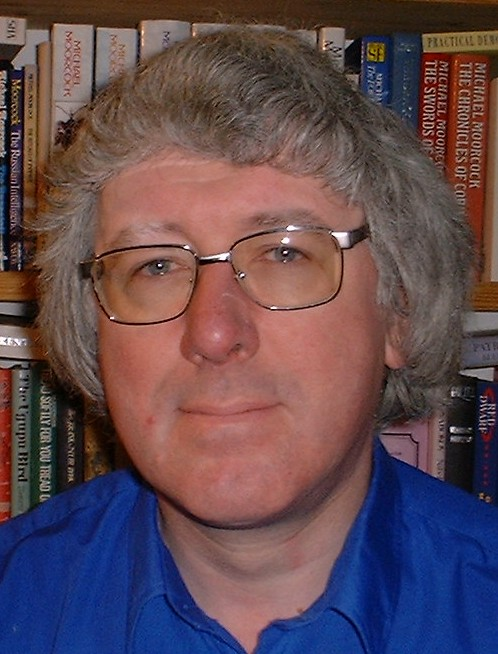
David Langford

David Rowland Langford (geboren am 10. April 1953 in Newport, Wales) ist ein britischer Science-Fiction-Autor, -Herausgeber und -Kritiker. Bekannt ist er vor allem als Herausgeber des Newszine Ansible.

## Leben
Nach dem Besuch der Newport High School studierte Langford von 1971 bis 1974 Physik am Brasenose College in Oxford, wo er 1974 mit dem Bachelor und 1978 mit dem Master abschloss. Anschließend arbeitete er von 1975 bis 1980 am Atomic Weapons Establishment in Aldermaston. Man nimmt an, dass sein Roman The Leaky Establishment (1984), in dem es um „verlegte“ Atomwaffen geht, seine Erfahrungen in dieser Zeit zum Hintergrund hat.
Seit 1980 ist er freier Schriftsteller und Herausgeber.
Seine erste SF-Geschichte Heatwave erschien in der von Kenneth Bulmer herausgegebenen Anthologie New Writings in SF (27) 1975, nachdem zuvor schon einige Beiträge in dem Amateur-Magazin SFinx erschienen waren. Sein erster Roman erschien 1979. An Account of a Meeting with Denizens of Another World, 1871 ist ein „verschollenes und wiedergefundenes“ Manuskript mit einem angeblich authentischen Bericht über die Begegnung eines William Robert Loosley mit UFOs im 19. Jahrhundert, ergänzt mit scheinbar ernsthaften Kommentaren Langfords. Diese fiktive Geschichte wurde in der UFO-Literatur als Faktenbericht rezipiert, insbesondere wurde sie in Whitley Striebers Roman Majestic zusammen mit einer Reihe weiterer „Fälle“, in denen angeblich Menschen von Außerirdischen entführt wurden, als Tatsachenbericht übernommen.
Eine weitere Mystifikation, an der Langford beteiligt war, war das von George Hay 1978 herausgegebene Necronomicon, tatsächlich ein fiktives okkultes Werk, eine Erfindung H. P. Lovecrafts, die inzwischen von zahlreichen Autoren der Horrorliteratur aufgegriffen wurde. Hay präsentiert dagegen ein real existierendes Necronomicon, angeblich ein chiffrierter Text aus der Feder des elisabethanischen Okkultisten John Dee, komplett mit einer englischen Übersetzung und einem Bericht Langfords über die – selbstverständlich mit Computerunterstützung erfolgte – Entschlüsselung.
Seine Neigung zu Satire und Parodie wird auch erkennbar in den beiden zusammen mit John Grant verfassten Romanen. So treten in Earthdoom! sämtliche übliche Katastrophen der Science-Fiction gleichzeitig ein: Klimaveränderung, Alieninvasion, der drohende Einschlag eines Antimaterie-Kometen – und obendrein kehrt Hitler per Zeitmaschine zurück und klont sich auch gleich. 
In The Dragonhiker's Guide to Battlefield Covenant at Dune's Edge: Odyssey Two (1988) erschienen Langfords Parodien erstmals gesammelt, 2003 erschien He Do the Time Police in Different Voices, eine umfassendere Sammlung von Langfords Parodien und Pastiches, andere Kurzgeschichten erschienen gesammelt in  Different Kinds of Darkness (2004).
Vor allem bekannt und vielfach gewürdigt (siehe unten) ist Langford aber als Fandom-Autor allgemein und speziell als Herausgeber des Nachrichten-Fanzines Ansible, das – mit einer Unterbrechung zwischen 1987 und 1991 – seit 1979 erscheint. Geschätzt wird dabei vor allem der Witz und die gelegentliche Boshaftigkeit in den Beiträgen Langfords, nicht nur in Ansible, sondern auch in dem Vorläufer-Fanzine Twll-Ddu, das 1976 bis 1983 erschien, und in den Kolumnen Ansible Link in Interzone, einer seit 1992 dort erscheinenden Zusammenfassung von Nachrichten aus Ansible, und seiner Kolumne in SFX (in Nr. 1–274), die 2005 als The SEX Column and Other Misprints und 2017 als All Good Things: The Last SFX Visions gesammelt erschienen. Weiterhin erschienen SF-Kritiken Langfords in The Guardian (1994–1995) und in The Sunday Telegraph (2011–2013).
Weiterhin ist Langford auch als Sachbuchautor hervorgetreten, unter anderem mit Facts and Fallacies: A Book of Definitive Mistakes and Misguided Predictions (1981), einem zusammen mit Chris Morgan verfassten Buch über gründlich missglückte Prognosen, sowie mit The Science in Science Fiction (1982, zusammen mit Peter Nicholls und Brian Stableford), das unter dem Titel Science in Science Fiction: Sagt Science Fiction die Zukunft voraus? auch auf Deutsch erschien.
2003 gründete Langford zusammen mit Christopher Priest den Kleinverlag Ansible E-ditions.

## Auszeichnungen
Langford wurde als Fan Writer 21-mal und als Autor von Ansible 6-mal mit dem Hugo Award ausgezeichnet. Darüber hinaus erhielt er diesen Preis 2001 in der Kategorie Kurzgeschichte für Different Kinds of Darkness und 2012 zusammen mit den anderen Autoren von The Encyclopedia of Science Fiction, Third Edition in der Kategorie Sachliteratur. Beim Science Fiction Chronicle Readers Poll wurde er für Ansible bzw. als Fan Writer 21-mal nominiert und 13-mal ausgezeichnet.
Weitere Auszeichnungen:
- 2010: British Fantasy Award für Ansible
- 2003: British Science Fiction Association Award als Herausgeber von Maps: The Uncollected John Sladek
- 2002: Skylark Award für das Lebenswerk
- 1986: British Science Fiction Association Award für die Erzählung Cube Root
- 1980: Fan Activity Achievement Award

## Bibliographie
Romane
- An Account of a Meeting with Denizens of Another World 1871 (1979, als William Robert Loosley)
- The Space Eater (1982)
- The Leaky Establishment (1984)
- Earthdoom! (1987, mit John Grant)
- Guts: A Comedy of Manners (2005, mit John Grant)

Sammlungen
- The Dragonhiker's Guide to Battlefield Covenant at Dune's Edge: Odyssey Two (1988)
- Irrational Numbers (1994)
- He Do the Time Police in Different Voices (2003)
- Different Kinds of Darkness (2004)
- The SEX Column and Other Misprints (2005)
- All Good Things: The Last SFX Visions (2017)

Kurzgeschichten
- Heatwave (1975)
  - Deutsch: Eine Gluthitze. In: Herbert W. Franke (Hrsg.): SF international I. Goldmann Science Fiction #23345, 1980, ISBN 3-442-23345-3.
- Takeover (1976)
- The Thing from Inner Space (1976)
- Accretion (1977)
  - Deutsch: Anlagerung. In: Herbert W. Franke (Hrsg.): SF international II. Goldmann Science Fiction #23388, 1981, ISBN 3-442-23388-7.
- At the Corner of the Eye (1977)
- Grot the Barbarian (1977)
- Connections (1978)
  - Deutsch: Verbindungslinien. In: Herbert W. Franke (Hrsg.): SF international II. Goldmann Science Fiction #23388, 1981, ISBN 3-442-23388-7.
- Sex Pirates of the Blood Asteroid (1979)
  - Deutsch: Lustpiraten auf dem kleinen Blutplaneten. In: Herbert W. Franke (Hrsg.): SF international III. Goldmann Science Fiction #23412, 1982, ISBN 3-442-23412-3.
- Training (1979)
- Imbalance (1979)
- Cold Spell (1980)
- The Chess Set (1980)
- Thing at the End of Time (1980)
- Law of Conservation (1980)
- The Final Days (1981)
- Sacrifice (1981)
- Transcends All Wit (1981)
- Lukewarm (1982)
- Semolina (1982)
- Under the Bedclothes (1982)
- Answering Machine (1982)
- Hearing Aid (1982)
- 3.47 AM (1983)
- Duel of Words (1983)
- Too Good to Be (1983)
- In the Place of Power (1984)
- Lost Event Horizon (1984)
- The Distressing Damsel (1984)
- The Mad Gods' Omelette (1984)
- The Thing in the Bedroom (1984)
- Wetware (1984)
- Cube Root (1985)
- Jellyfish (1985)
- Notes for a Newer Testament (1985)
- Outbreak (1985)
- In a Land of Sand and Ruin and Gold (1987)
- When in Doubt, Plagiarize (1988)
- Tales of the Black Scriveners (1988)
- The Gutting (1988)
- The Spawn of Non-Q (1988)
- Xanthopsia (1988)
- The Facts in the Case of Micky Valdon (1989)
  - Deutsch: Die Tatsachen im Fall Micky Valdon. In: Chris Morgan (Hrsg.): Schwarze Visionen	1994-00-00	ed. 	Droemer Knaur (Knaur Horror #70009)	3-426-70009-3 1994.
- The Motivation (1989)
- A Surprisingly Common Omission (1990)
- Ellipses (1990)
- The Robots of Environment (1990)
- Leaks (1991)
- A Snapshot Album (1991)
- Waiting for the Iron Age (1991)
- Encounter of Another Kind (1991)
- If Looks Could Kill (1992)
- The Arts of the Enemy (1992)
- Blossoms That Coil and Decay (1992)
- The Lions in the Desert (1993)
- Christmas Games (1993)
- Deepnet (1994)
  - Deutsch: Deepnet. In: Stephen Jones: Schatten über Innsmouth. Festa, 2015, ISBN 978-3-86552-322-8.
- Serpent Eggs (1994)
- Blood and Silence (1995)
- The Net of Babel (1995)
- The Spear of the Sun (1996)
- Not Ours to See (1997)
- The Repulsive Story of the Red Leech (1997)
- The Case of Jack the Clipper or A Fimbulwinter's Tale (1997)
- A Game of Consequences (1998)
- As Strange a Maze as E'er Men Trod (1998)
- Out of Space, Out of Time (1998)
- The Case That Never Was (2001)
- The Last Robot Story (2002)
- Logrolling Ephesus (2003)
- New Hope for the Dead (2005)
  - Deutsch: Neue Hoffnung für die Toten. In: Hannes Riffel (Hrsg.): Pandora. Frühjahr 2007. Shayol, 2007, ISBN 978-3-926126-69-6.
- Warez (2007)
- The Cold Truth (2008)
- Gigatech (2008)
- Graffiti in the Library of Babel (2010)
- The Pocklington Poltergeist (2011)

Sachliteratur
- War in 2080: The Future of Military Technology (1979)
- Facts and Fallacies: A Book of Definitive Mistakes and Misguided Predictions (1981, mit Chris Morgan)
- The Science in Science Fiction (1982, mit Peter Nicholls und Brian Stableford)
  - Deutsch: Science in Science Fiction: Sagt Science Fiction die Zukunft voraus? Umschau, 1983, ISBN 3-524-69047-5.
- Micromania: The Whole Truth About Home Computers (1984, mit Charles Platt)
- The Transatlantic Hearing Aid (1985)
- The Third Millennium: A History of the World AD 2000-3000 (1985, mit Brian Stableford)
- Platen Stories (1987)
- Let's Hear It for the Deaf Man (1992)
- The Silence of the Langford (1996)
- Pieces of Langford (1998)
- A Cosmic Cornucopia (1999, mit Josh Kirby)
- The Complete Critical Assembly (2002)
- Up Through an Empty House of Stars (2003)
- The End of Harry Potter? (2006)
- The Limbo Files: Writing, Freelancing and the Amstrad PCW (2009)
- Starcombing (2009)
- Crosstalk: Interviews Conducted by David Langford (2015)

Discworld Quizbooks
- 1 The Unseen University Challenge (1996)
  - Terry Pratchetts Scheibenwelt-Quizbuch. Übersetzt von Andreas Brandhorst. Goldmann #44514, 2000, ISBN 3-442-44514-0.
- 2 The Wyrdest Link: A Terry Pratchett Discworld Quizbook (2002)
  - Deutsch: Was ist ein Troll-Striptease? : Terry Pratchetts neues Scheibenwelt-Quizbuch. Übersetzt von Andreas Brandhorst. Goldmann #46204, 2006, ISBN 3-442-46204-5.